# مارات أبييف
مارات جاقصيليق أولي أبييف (كازاخية:Марат Жақсылықұлы Әбиев) – رجل أعمال كازاخستاني، مؤلف كتاب «الحلم الكازاخستاني»، وهو يعتبر أصغر مليونيراً وفق تصنيف مجلة Forbes Kazakhstan لشهر تشرين الثاني (نوفمبر) 2013 م حيث تقدر ممتلكات السيد مارات جاكصيليكوفيتش أبييف بـ 11 مليون دولار أمريكي.
لقد بدأ 80% من مستثمري الثروات الباطنية في كازاخستان بالاعتراف وشراء منتجات الأنابيب الكازاخستانية التي ينتجها فريق من الاختصاصيين المهرة الشباب بإشراف السيد مارات.

## السيرة الذاتية
مارات جاقصيليق أولي أبييف: ولد بتاريخ 06 أيلول (سبتمبر) 1989 م في مدينة كانضي آغاش، محافظة أكتوبي، جمهورية كازاخستان.
في عام 1999 م وبسبب الأزمة الإقتصادية انتقلت عائلة أبييف إلى المركز الإداري مدينة أكتوبي.

### العائلة
لأب جاقصيليق ميديخاتوفيتش أبييف: أنهى معهد البوليتيكنيك الكازاخستاني الملقب على شرف ف. إ. لينين باختصاص آلات ومعدات النفط والغاز الصناعية، وقد عمل ببعض المؤسسات مثل: بعثة أكتوبي للتنقيب عن الغاز – بوظيفة عامل صيانة ديزل، مديرية أكتوبي لأعمال الحفر – بوظيفة ميكانيكي ورئيس ورشة، القاعدة المركزية لخدمات الإنتاج – بمنصب كبير المهندسين، شركة الحفر الكازاخستانية الصينية «الجدار العظيم» ذات المسؤولية المحدودة – بمنصب رئيس ورشة، كما عمل في السنوات الآخيرة نائب القائد العملياتي في معهد «أك بيرين» الجمهوري للأبحاث العلمية برتبة مقدم.
الأم تمارة أساوخانوفا أبييفا: مدرسة مادة: «فن العمارة وهياكل البناء» في مؤسسة التعليم العالي، بطلة جمهورية كازاخستان الإشتراكية السوفياتية بالشطرنج.
الأخت مرجانكول جاقصيليقوفنا جاقصيليق: طالبة في جامعة الحقوق الحكومية الكازاخستانية.
بعد إنهاء دراسته الثانوية انتسب إلى المعهد المتوسط للجمعيات التعاونية في أكتوبي الذي أنهى دراسته فيه في عام 2009 م باختصاص «النظم الأوتوماتيكية لمعالجة المعلومات والإدارة».
في عام 2002 م بدأ عمله بمجال شبكات التسويق.
منذ عام 2003 ولغاية 2005 م عمل منتجاً لفرقة الريب في أكتوبي.
في عام 2004 م أسس شركة «أأأ تيكنولوجي (ААА Technology)» التي زاولت أعمال صيانة الحواسيب والمعدات المكتبية.
منذ عام 2007 م بدأ السيد م. ج. أبييف يعمل كصاحب شركة فرد، حيث أنشأ حينها شركة «W» وشركة "IT-outsourcing".
شركة «W» هي عبارة عن ويب ستوديو عملت في مجال تصميم وخدمة المواقع على الشبكة العنكبوتية، حيث كانت واحدة من أولى الشركات في سوق محافظة أكتوبي التي قدمت خدمات إنشاء المواقع، وقد نال الويب ستوديو«W» ميدالية «الأفضل - في مجال الخدمات». كما قدمت الشركة خدمات الدعم الكلي والجزئي بالإضافة إلى صيانة وتحديث البنى التحتية لـ IT الشركة.
في عام 2009 م أنشأ السيد مارات شركة «إيفروموبايل كازاخستان» ذات المسؤولية المحدودة التي كان منحاها الرئيسي تقديم الخدمات في مجال مراقبة وسائل النقل بمساعدة الأقمار الصناعية.
في عام 2011 م أنشأ السيد مارات شركة «البيت التجاري KSP Steel» ذات المسؤولية المحدودة، وقد تم إنشاء «البيت التجاري KSP Steel» لزيادة حجم تصريف منتجات شركة "KSP Steel" ذات المسؤولية المحدودة التي تعتبر المنتج الوحيد للأنابيب الفولاذية الغير ملحومة التي يستخدمها مستثمري الثروات الباطنية والشركات العاملة في مجال النفط والغاز في جمهورية كازاخستان.
بفضل شركة «البيت التجاري KSP Steel» ذات المسؤولية المحدودة بدأ حوالي 80% من مستثمري الثروات الباطنية في جمهورية كازاخستان بالاعتراف وشراء منتجات الأنابيب الكازاخستانية، حيث كان مستثمروا الثروات الباطنية الكازاخستانيين يشترون سابقاً المنتجات من الموردين الأجانب.
حصل «البيت التجاري KSP Steel» على جوائز مستحقة مثل: جائزة: «الأفضل في مجال المنتجات» ودبلوم: «نختار الكازاخستانية» وميدالية: «أوروبا – آسيا – تعاون بلا حدود».
في عام 2012 م تم التحفيز لإنشاء اتحاد الشخصيات الاعتبارية: «اتحاد المنتجين الكازاخستانيين»، حيث كان هدفها الرئيسي «حماية ودعم المنتجين المحليين».
أيضاً يعتبر السيد أبييف مؤسس لعدة شركات في كل من بريطانيا وروسيا الإتحادية تمارس أعمال تصريف المنتجات الكازاخستانية، وكذلك يمارس التجارة الدولية في مجال تصدير المعادن والمواد الغذائية والمعدات الطبية إلى جمهورية إيران الإسلامية من بريطانيا وروسيا الإتحادية وتركيا وجمهورية الصين الشعبية وبيلاروس.

## بيبليوغرافيا
- «الحلم الكازاخستاني» (2013)

## الحالة المادية
وفق تقديرات مجلة Forbes Kazakhstan في عام 2013 م قدرت أموال السيد مارات أبييف بـ 11 مليون دولار أمريكي

## حقائق إضافية
•	أطلقت البوابة الإلكتروني Kapital.kz على مارات أبييف لقب شخصية عام 2013 م. وذلك بالإضافة لكل من: نور سلطان نازاربايف وغريغوري مارشينكو وكينيس راكيشيف وميخائيل لومتادزي.